# ماري، أميرة ليختنشتاين
ماري أغلاي، أميرة ليختنشتاين (بالتشيكية: Marie Aglaé z Lichtenštejna)‏ (14 أبريل 1940) متزوجة من الأمير هانز آدم الثاني أمير ليختنشتاين منذ 1967 وشغلت منصب أميرة ليختنشتاين منذ 13 نوفمبر 1989.

## الوفاة
توفيت الأميرة ماري أغلاي في 21 أغسطس 2021 عن عمر ناهز الواحد والثمانين.

## روابط خارجية
- ماري، أميرة ليختنشتاين - السيرة الذاتية على موقع البيت الأميري.